# Nawa (nahija)
Nahija Nawa (ar. ناحية نوى) je nahija u okrugu Izra', u sirijskoj pokrajini Daraa. Po popisu iz 2004. (prije rata), nahija je imala 57.404 stanovnika. Administrativno sjedište je u naselju Nawa.